# Dugong
Ne doit pas être confondu avec Dougong.
Genre
Espèce
Statut de conservation UICN

 VU A2bcd+4bcd : Vulnérable
Répartition géographique
Statut CITES
Le dugong (Dugong dugon), du malais duyung, est une espèce de mammifères marins herbivores au corps fuselé, vivant sur les littoraux de l'océan Indien, de l'océan Pacifique ouest et de la mer Rouge (Marsa Alam, Qseir). Il fait partie, avec les trois espèces de lamantins, de l'ordre des siréniens.
Depuis la disparition de la rhytine de Steller, le dugong et le lamantin sont les deux seuls genres restants de l'ordre des siréniens.
En 2019, il restait moins de 40 000 individus dans le monde.

## Morphologie
Ce mammifère marin herbivore, appelé aussi vache marine ou halicore, a une silhouette potelée, mesure 3 à 4 m de long et peut atteindre 500 à 900 kg. Il est équipé de deux pattes avant modifiées en courtes nageoires arrondies, et dépourvu de pattes arrière (même vestigiales).
La nageoire caudale du dugong, contrairement à celle du lamantin en forme de palette arrondie, est de forme triangulaire et présente un sillon médian. Elle ressemble en cela à la queue des cétacés.
Son museau se termine par une sorte de petite trompe élargie, et il possède une paire de petites défenses, peu visibles, et au total 18 grosses dents. Il vit jusqu'à 70 ans.
Comme tous les mammifères, le dugong possède des poils.

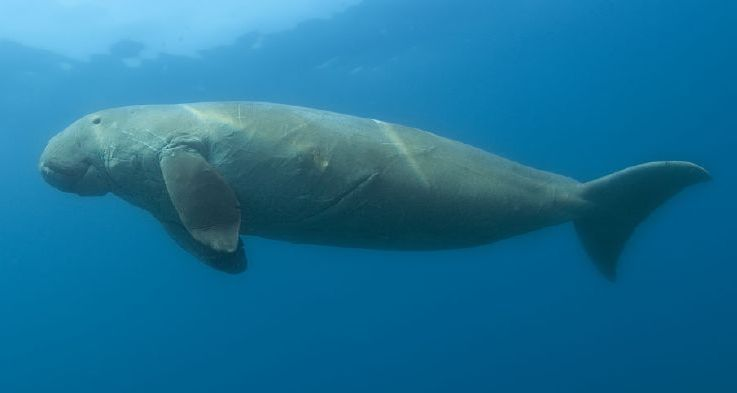
Allure générale
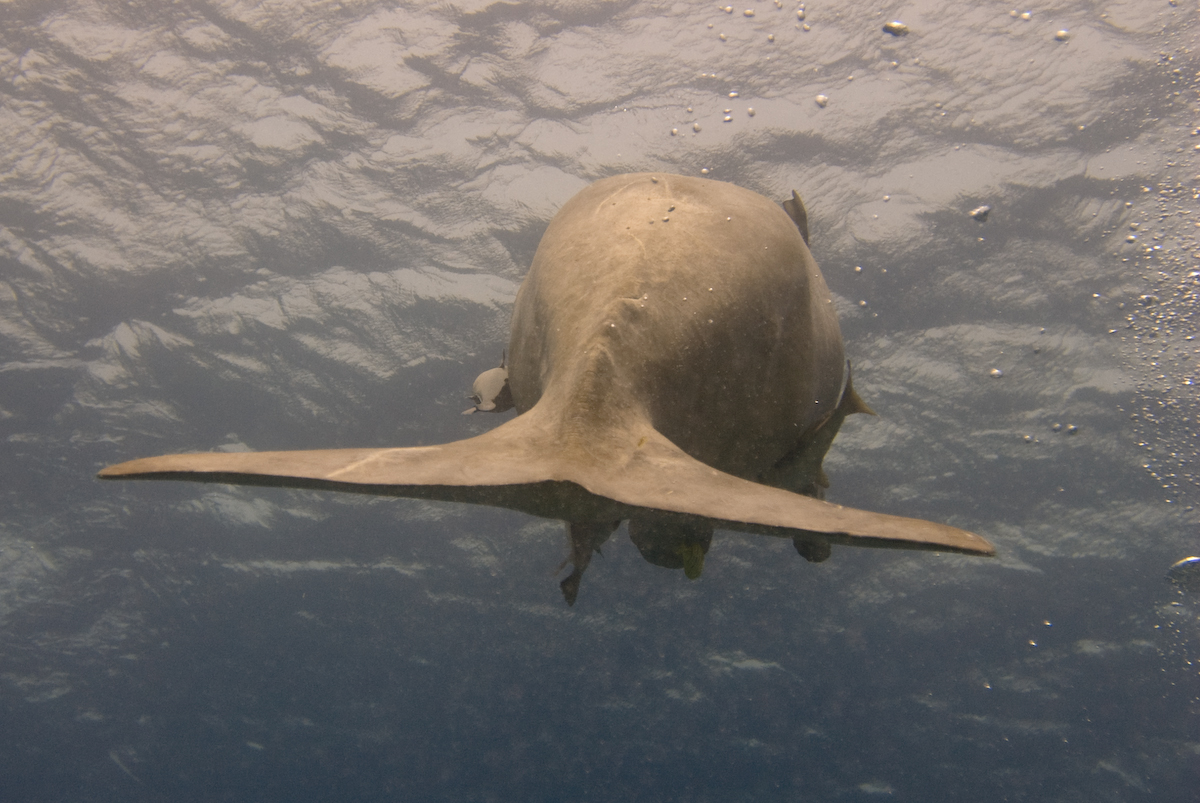
Queue caractéristique
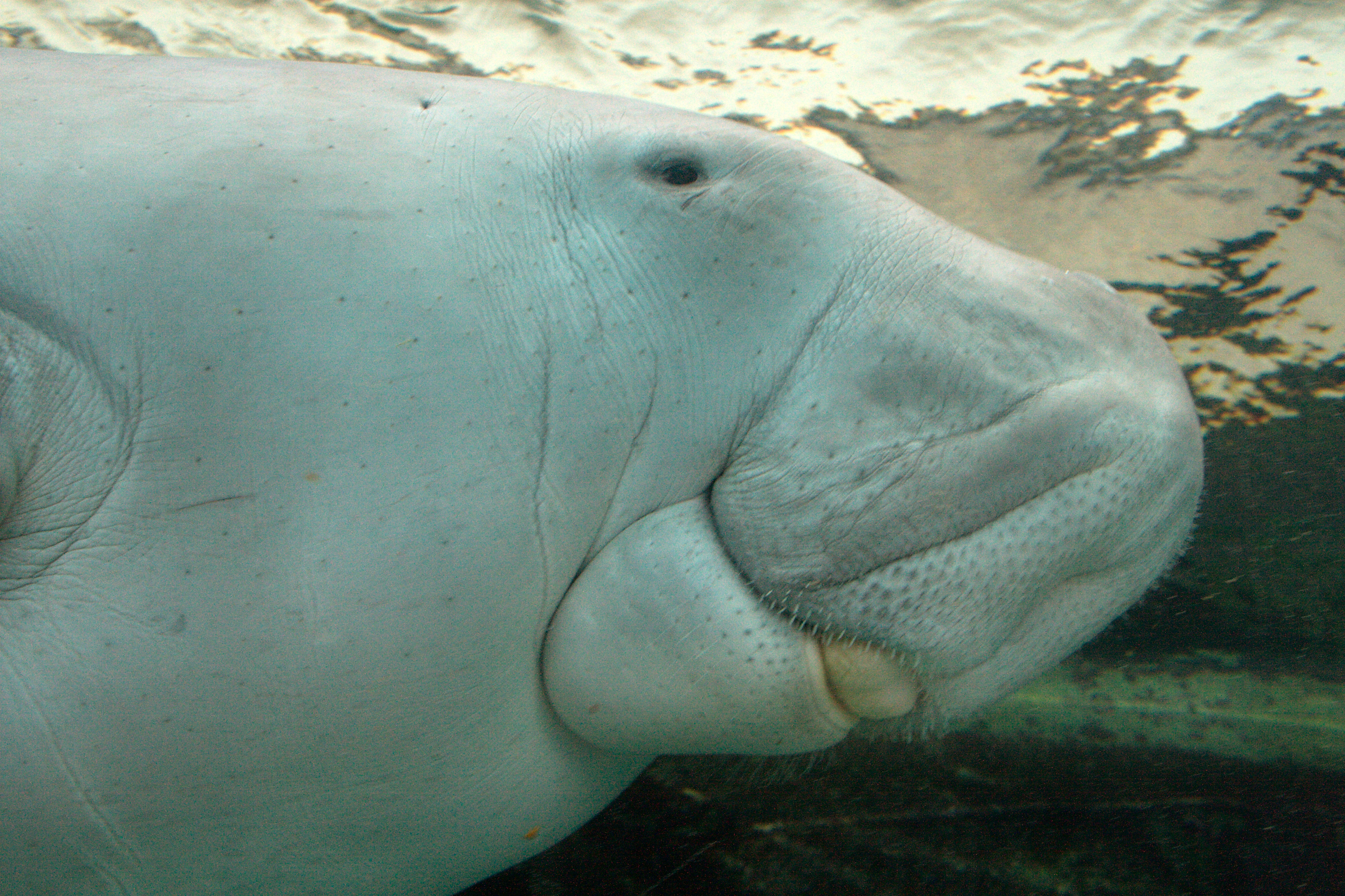
Visage
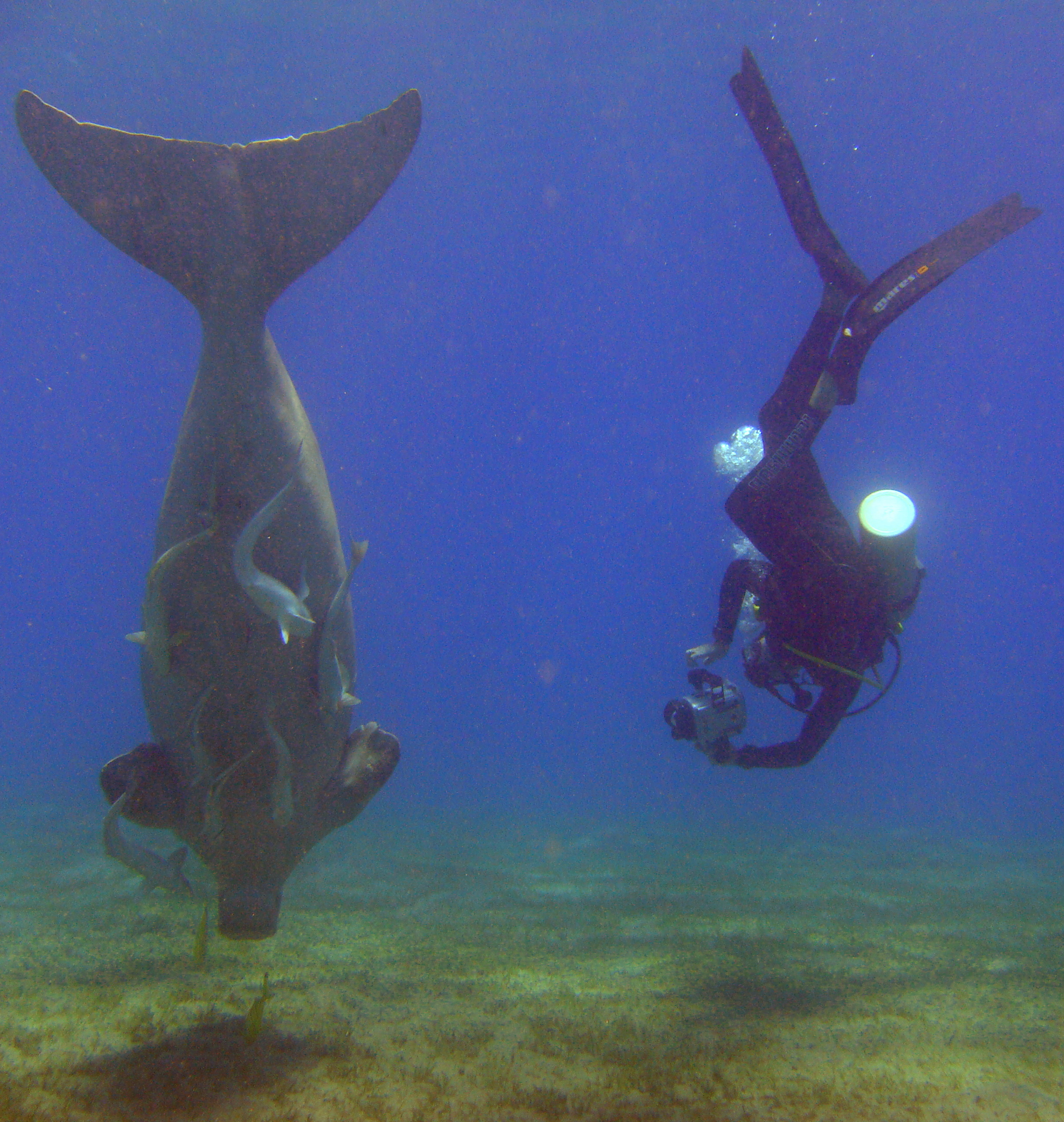
Avec un plongeur

## Vie sociale
L'animal vit seul ou en petits groupes familiaux.
Le dugong émet de petits sifflements, des gazouillis et des aboiements : on dit qu’il chante (comme le Lamantin).

## Reproduction
La maturité sexuelle pour un dugong a lieu aux alentours de 10 ans. La femelle a un petit tous les 4 à 5 ans. Après une gestation de 12 à 14 mois, la femelle met bas un seul petit qui mesure 1,20 m, pèse 20 à 35 kg et ne sera sevré (fin de la lactation) que 18 mois plus tard. Ensuite le petit reste encore quelques années avec sa mère. La femelle ne donne naissance qu'à 5 ou 6 petits au cours de sa vie et a donc une faible capacité de reproduction.

## Nourriture

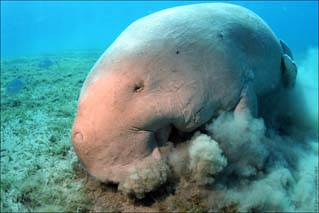
A la recherche de nourriture.

Ces animaux herbivores broutent la végétation se trouvant sur les fonds peu profonds et généralement très près des côtes où ils vivent, dans les baies, les lagons et les mangroves. Ils plongent en apnée pendant moins de 8 minutes pour brouter les herbes marines zostères et leurs racines sur les fonds, entre 10 et 15 m de profondeur au maximum. Un adulte a besoin de 30 à 40 kg de nourriture chaque jour, phanérogames des prairies sous-marines et autres plantes. Il broute en particulier dans les eaux du parc national de Hat Chao Mai en Thaïlande les herbes marines suivantes : herbe à tortue Syringodium isoetifolium, Cymodocea rotundata et Cymodocea serrulata, Enhalus acoroides, Halodule pinifolia, Halophila ovalis et Thalassia hemprichii.
Le dugong participe au brassage des fonds marins ce qui contribue directement à l'épanouissement de la végétation et au développement de la faune locale. Il  est accompagné d'une grande variété de poissons tels que labres, carangues, rémoras et rougets.
Le dugong accomplit de longues migrations saisonnières pour suivre les courants froids et la pousse des plantes marines.

## Menaces et protection

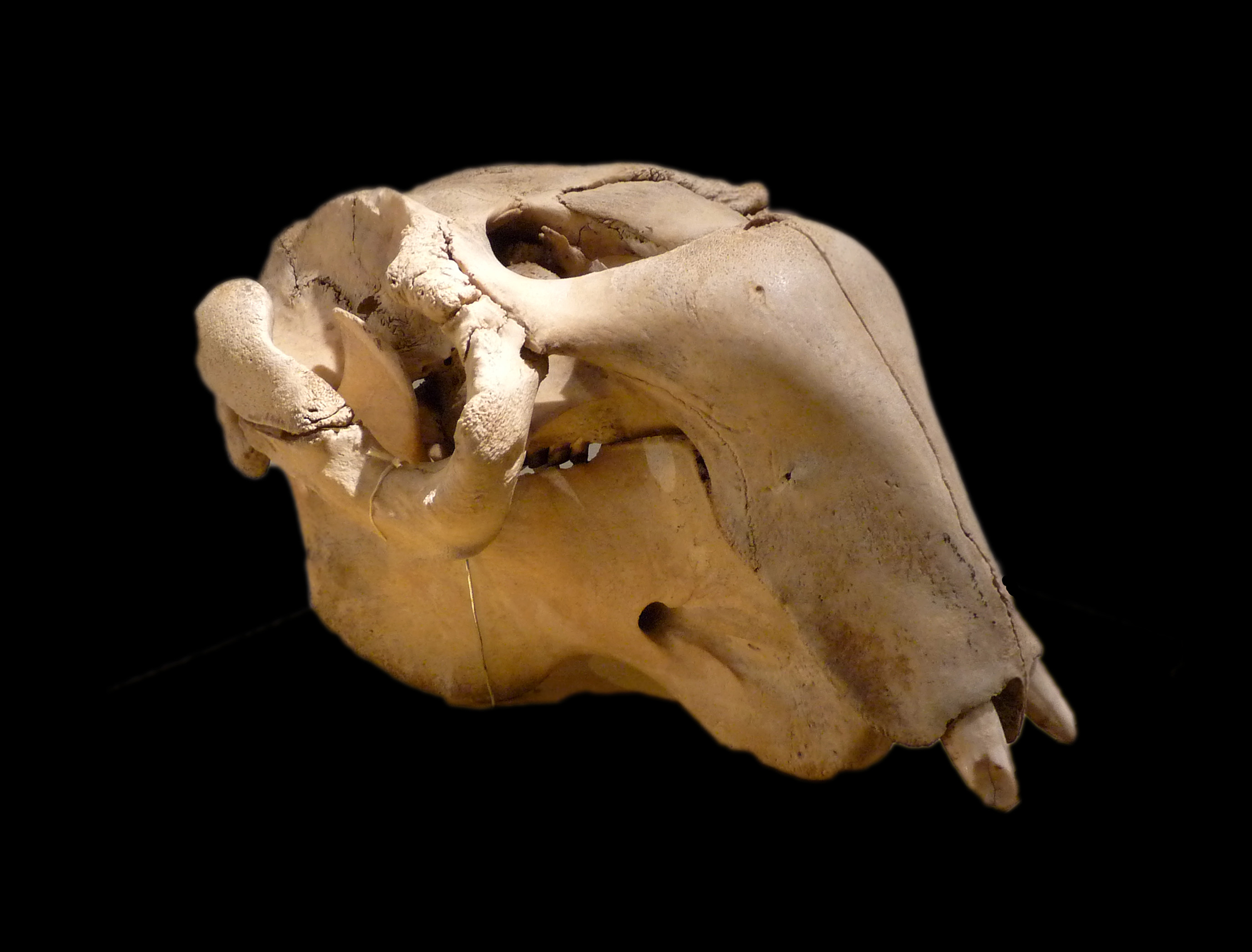
Crâne de dugong.

Plus encore que le lamantin, qui appartient au même ordre des siréniens, cette espèce est menacée. Elle est fréquemment blessée par les hélices des embarcations à moteur et parfois chassée pour sa viande. Ses habitats côtiers sont en réduction, en particulier du fait du tourisme, de la pollution et de l'urbanisation des côtes.
Le taux de reproduction est bas — un petit tous les quatre ou cinq ans — et la maturité sexuelle tardive : vers 10 ans.
Les populations mondiales sont en chute rapide.
« On ne connaît pas de façon extrêmement précise la population globale des dugongs, mais quelques pays disposent de chiffres fiables : il en resterait environ 70 000 dans le Nord de l’Australie et 6 000 dans le golfe Persique, les deux seules régions du monde, au dire des spécialistes, où l’espèce a de véritables chances de survie à moyen terme. Ailleurs, ils ne se comptent que par petites populations résiduelles, une centaine au Mozambique, une cinquantaine au Kenya par exemple, quelques dizaines en Malaisie (ces chiffres sont incertains). Il est considéré aujourd’hui comme le mammifère marin le plus menacé, et dans de nombreux pays, comme les Maldives ou Maurice, le dugong n’est déjà plus qu’un souvenir. »
En Thaïlande, on pense qu'il y a environ 250 dugongs.
À Mayotte, il reste moins de 10 individus. La pêche volontaire au filet d'une femelle en juin 2015 met encore plus en danger la population dans ce lagon.
En Nouvelle-Calédonie, on estime qu'il en reste environ 700 en 2022. En décembre 2022, la population de dugongs de Nouvelle-Calédonie est passée de vulnérable à en danger d’extinction, sur la liste rouge établie par l’Union Internationale pour la Conservation de la Nature (UICN).
Le dugong peut confondre des déchets plastiques (sacs ou fragments de plastiques en suspension ou posés sur le fond) avec des algues et les ingérer.
Ainsi une jeune femelle âgée de 8 mois trouvée morte en août 2019, après avoir été secourue sur une plage du sud de la Thaïlande (probablement morte des suites d'une agression par un ou plusieurs mâles), avait cessé de se nourrir ; l'autopsie a révélé huit sacs plastique emmêlés dans son estomac et de "petits fragments de plastique" dans son intestin, qui ont entraîné une gastrite et une infection du sang.
Le dugong a aussi peuplé la Méditerranée dans des temps reculés, bien qu'aucun individu n'y évolue actuellement, peut-être à cause d'une chasse excessive de la part de l'homme.
L'animal est officiellement intégralement protégé, et placé en annexe 1 de la convention sur le commerce international des espèces de faune et de flore sauvages menacées d'extinction (CITES).
Le dugong n'a pas toujours été le seul représentant de sa famille. Il y a également eu une autre espèce de dugongidés, qui a disparu au XVIIIe siècle, exterminée par l'homme quelques années après sa découverte : Hydrodamalis gigas ou rhytine de Steller, qui mesurait environ 7 à 8 m de long.

## Consommation rituelle
En 2009 le sanctuaire d'Akab, une structure rituelle composée des restes d'une quarantaine de dugongs, a été découvert à Umm al-Quwain, aux Émirats arabes unis. Il a été daté de 5 140 ± 55 ans AP (3500 à 3200 avant notre ère).

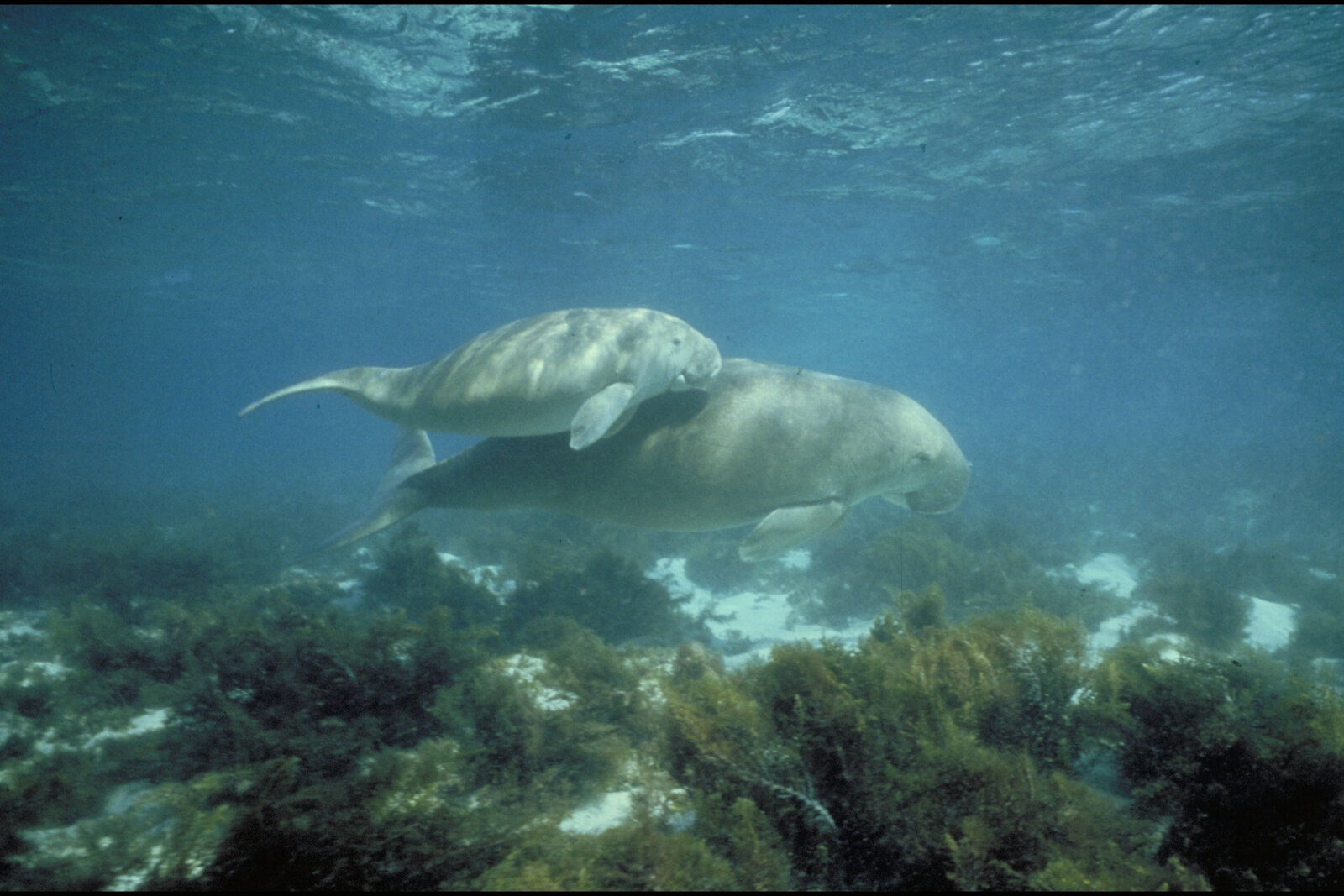
Un dugong et son petit

## Culture

### Littérature
Dans le roman Vingt mille lieues sous les mers (1869-1870), Jules Verne décrit une chasse au dugong entreprise par le harponneur Ned Land. Les descriptions qu'il donne de l'animal sont très exagérées, puisqu'il écrit que « sa longueur dépassait au moins sept mètres », qu'il « pesait cinq mille kilogrammes », et qu'il peut renverser un bateau à l'aide de défenses (ces dimensions correspondent plus à la rhytine de Steller, qui n'était pourtant pas agressive). De même, Jules Verne décrit avec beaucoup d'erreurs un dugong dans le seizième chapitre de L'Île mystérieuse, le confondant avec les cétacés, pesant « de trois à quatre mille livres », soit entre 1,3 et 1,8 tonne (alors que cet animal pèse généralement entre 250 et 420 kg) et surgissant d'un lac d'eau douce pour s'attaquer à un chien (alors que le dugong, comme toute espèce de sirénien, est exclusivement herbivore et - sauf deux espèces de lamantins - marin).
Georges Baudoux rapporte ou invente deux récits kanak de Nouvelle-Calédonie Le dugong (Légendes canaques, 1910-1940, réédition 1952).
En tradition afar, le dugong, avec ses formes gynoïdes, s'apparente à une sirène ou une ogresse.
La Légende de Dugong (2015), de Salyna Cushing-Price, réinterprète diverses légendes.

### Cinéma
Dans le film australien Long Weekend (1978), une « Dugong production » réalisée par Colin Eggleston, un dugong est abattu par erreur après avoir été confondu avec un requin. Le mammifère marin hante ensuite les deux touristes responsables de sa mort durant une bonne portion du récit. Le remake de ce film sorti en 2008 et réalisé par Jamie Blanks exploite également ce motif.

### Manga
Dans Les Enfants de la mer, Umi et Sora, deux des personnages principaux, ont été élevés par des dugongs.
Dans l'arc Alabasta du manga One Piece d'Eiichirō Oda, l'équipage de Monkey D. Luffy rencontre une joyeuse troupe de kung-fu dugongs. Ces animaux sont de la taille d'un chien, se tiennent debout sur leur nageoire caudale et ont une forte habilité au combat avec leurs poings. Lorsqu'ils sont vaincus, ils se rangent du côté de leur adversaire gagnant.